# E-40
Earl Stevens (* 15. listopad 1967, Vallejo, Kalifornie), spíše známý jako E-40, je americký rapper a zakladatel hudebního labelu Sick Wid It Records. Také je členem skupiny The Click. Svou hudbou reprezentuje oblast kolem San Francisca, zvanou Bay Area, kde je považován za průkopníka hip-hopu. Také je považován za průkopníka hip-hopového slangu, který rozepsal ve svém slovníku Book of Slang . Jeho nejúspěšnějšími alby jsou In a Major Way (1995) a My Ghetto Report Card (2006). Největšími hity pak písně Things'll Never Change (ft. Bo-Roc) a U and Dat (ft. T-Pain a Kandi Girl).

## Stručná biografie

### Hudební kariéra
Narodil se v Kalifornii v roce 1967. Po úspěchu v hudební soutěži na černošské univerzitě v Louisianě se vrátil do Bay Area, aby zde založil hudební skupinu MVP (Most Valuable Players), kterou s ním tvořili jeho bratranec B-Legit a bratr D-Shot. Později se k nim přidala i jeho sestra Suga T, a tak vznikla skupina The Click.
Roku 1991 vydal svůj debut - EP - Mr. Flamboyant, na svém nezávislém labelu Sick Wid It Records. První plnohodnotné album vydal o rok později a neslo název Federal. Dalšího roku se připomenul s novým EP nazvaným The Mail Man, po jehož úspěchu získal smlouvu u Jive Records. Tam v roce 1995 debutoval svým, co do prodeje nejúspěšnějším, albem In a Major Way, které se stalo platinovým. U Jive Records následně vydal dalších šest alb, než roku 2004 odešel z labelu.
Roku 2005 získal smlouvu u Warner Bros. / BME Records, kde následně vydal dvě alba - úspěšné My Ghetto Report Card (2006) a méně úspěšné The Ball Street Journal (2008). Druhým albem mu skončila smlouva u Warner Bros..
V roce 2010 vydal na nezávislém labelu Heavy on the Grind Ent. dvojalbum Revenue Retrievin': Day/Night Shift, tento zatím jeho poslední počin příliš úspěchu nezaznamenal.

### Jiná odvětví
Vlastní značku likéru Cognac Landy. Také investoval do jednoho obchodu řetězce Fatburger a do nočního klubu Ambassador's Lounge, oba podniky jsou však již uzavřeny. Nyní zvažuje investování do restaurace řetězce Wingstop Restaurants Inc..

## Diskografie

### Studiová alba
| Rok  | Album | Nejvyšší umístění v hitparádě | Nejvyšší umístění v hitparádě | Nejvyšší umístění v hitparádě | Ocenění       |
| Rok  | Album | US 200                        | US Hip-Hop                    | US Rap                        | Ocenění       |
| ---- | --- | ----------------------------- | ----------------------------- | ----------------------------- | ------------- |
| 1992 | Federal - Vydáno: 10. listopadu 1992 - Vydavatel: Sick Wid It                                                    | -                             | 80                            | –                             | US: /         |
| 1995 | In a Major Way - Vydáno: 14. března 1995 - Vydavatel: Sick Wid It, Jive                                          | 13                            | 2                             | –                             | US: platinové |
| 1996 | The Hall of Game - Vydáno: 29. října 1996 - Vydavatel: Sick Wid It, Jive                                         | 4                             | 2                             | –                             | US: zlaté     |
| 1998 | The Element of Surprise - Vydáno: 11. srpna 1998 - Vydavatel: Sick Wid It, Jive                                  | 13                            | 4                             | –                             | US: zlaté     |
| 1999 | Charlie Hustle: The Blueprint of a Self-Made Millionaire - Vydáno: 18. srpna 1999 - Vydavatel: Sick Wid It, Jive | 28                            | 2                             | –                             | US: /         |
| 2000 | Loyalty and Betrayel - Vydáno: 10. října 2000 - Vydavatel: Sick Wid It, Jive                                     | 18                            | 4                             | –                             | US: /         |
| 2002 | Grit & Grind - Vydáno: 25. června 2002 - Vydavatel: Sick Wid It, Jive                                            | 13                            | 5                             | –                             | US: /         |
| 2003 | Breakin' News - Vydáno: 1. července 2003 - Vydavatel: Jive                                                       | 16                            | 4                             | –                             | US: /         |
| 2006 | My Ghetto Report Card - Vydáno: 14. března 2006 - Vydavatel: Sick Wid It, Warner Bros., BME                      | 3                             | 1                             | 1                             | US: zlaté     |
| 2008 | The Ball Street Journal - Vydáno: 24. listopadu 2008 - Vydavatel: Sick Wid It, Warner Bros., BME                 | 42                            | 6                             | 3                             | US: /         |
| 2010 | Revenue Retrievin': Day Shift - Vydáno: 30. března 2010 - Vydavatel: Heavy on the Grind, Jive                    | 47                            | 15                            | 5                             | US: /         |
| 2010 | Revenue Retrievin': Night Shift - Vydáno: 30. března 2010 - Vydavatel: Heavy on the Grind, Jive                  | 49                            | 17                            | 6                             | US: /         |
| 2011 | Revenue Retrievin': Overtime Shift - Vydá: 29. března 2011 - Vydavatel: Heavy on the Grind, EMI                  | 42                            | 13                            | 7                             | US: /         |
| 2011 | Revenue Retrievin': Graveyard Shift - Vydá: 29. března 2011 - Vydavatel: Heavy on the Grind, EMI                 | 40                            | 12                            | 6                             | US: /         |
| 2012 | The Block Brochure: Welcome to the Soil 1 - Vydáno: 26. března 2012 - Vydavatel: Heavy on the Grind, EMI         | 59                            | 10                            | 9                             | US: /         |
| 2012 | The Block Brochure: Welcome to the Soil 2 - Vydáno: 26. března 2012 - Vydavatel: Heavy on the Grind, EMI         | 58                            | 9                             | 8                             | US: /         |
| 2012 | The Block Brochure: Welcome to the Soil 3 - Vydáno: 26. března 2012 - Vydavatel: Heavy on the Grind, EMI         | 44                            | 8                             | 7                             | US: /         |
| 2013 | The Block Brochure: Welcome to the Soil 4 - Vydáno: 10. prosince 2013 - Vydavatel: Heavy on the Grind, EMI       | 136                           | 19                            | 7                             | US: /         |
| 2013 | The Block Brochure: Welcome to the Soil 5 - Vydáno: 10. prosince 2013 - Vydavatel: Heavy on the Grind, EMI       | 140                           | 20                            | 8                             | US: /         |
| 2013 | The Block Brochure: Welcome to the Soil 6 - Vydáno: 10. prosince 2013 - Vydavatel: Heavy on the Grind, EMI       | 151                           | 21                            | 9                             | US: /         |
| 2014 | Sharp On All 4 Corners: Corner 1 - Vydáno: 9. prosince 2014 - Vydavatel: Heavy on the Grind, EMI                 | 61                            | 8                             | 4                             | US: /         |
| 2014 | Sharp On All 4 Corners: Corner 2 - Vydáno: 9. prosince 2014 - Vydavatel: Heavy on the Grind, EMI                 | 197                           | 19                            | 12                            | US: /         |
| 2016 | The D-Boy Diary: Book 1 - Vydáno: 18. listopadu 2016 - Vydavatel: Heavy on the Grind                             | 178                           | 13                            | 6                             | US: /         |
| 2016 | The D-Boy Diary: Book 2 - Vydáno: 18. listopadu 2016 - Vydavatel: Heavy on the Grind                             | —                             | 14                            | 7                             | US: /         |
| 2018 | The Gift of Gab - Vydáno: 24. srpna 2018 - Vydavatel: Sick Wid It, Heavy on the Grind                            | —                             | —                             | —                             | US: /         |
| 2019 | Practice Makes Paper - Vydáno: 26. července 2019 - Vydavatel: Sick Wid It, Heavy on the Grind                    | 65                            | 32                            | —                             | US: /         |

### Spolupráce
- 2012 - History: Function Music (s Too Short)
- 2012 - History: Mob Music (s Too Short)
- 2018 - Connected and Respected (s B-Legit)
- 2020 - Ain't Gone Do It/Terms and Conditions (s Too Short)

#### "The Click"
- 1990 - Let's Side EP
- 1992 - Down and Dirty
- 1995 - Game Related
- 2001 - Money & Muscle
- 2003 - The Best of The Click

### EP
- 1991 - Mr. Flamboyant
- 1994 - The Mail Man

### Kompilace
- 1997 - Southwest Riders
- 2004 - The Best of E-40: Yesterday, Today and Tomorrow
- 2005 - The Bay Bridges Compilation
- 2007 - Hyphy Movement

### Úspěšné singly
- 1995 - „1-Luv“ (ft. Levitti)
- 1995 - „Sprinkle Me“ (ft. Suga T)
- 1997 - „Things'll Never Change“ (ft. Bo-Roc)
- 2006 - „Tell Me When to Go“ (ft. Keak da Sneak)
- 2006 - „U and Dat“ (ft. T-Pain a Kandi Girl)
- 2008 - „Wake It Up“ (ft. Akon)
- 2012 - „Function“ (ft. YG, Iamsu! a Problem)
- 2014 - „Choices (Yup)“

## Filmografie
- 2000 - 3 Strikes / Ultimátum
- 2000 - Obstacles
- 2003 - Malibooty!
- 2004 - Hair Show
- 2004 - Survival of the Illest
- 2007 - Dead Heist / Smrtící vloupání